# Val-Cenis
Val-Cenis é uma comuna francesa na região administrativa de Auvérnia-Ródano-Alpes, no departamento da Saboia. Estende-se por uma área de 408.05 km². Em 2010 a comuna tinha 2 099 habitantes (densidade: 5,1 hab./km²).
Foi criada em 1 de janeiro de 2017, após a fusão das antigas comunas de Termignon (sede da comuna), Bramans, Lanslebourg-Mont-Cenis, Lanslevillard e Sollières-Sardières.